# 鯰絵

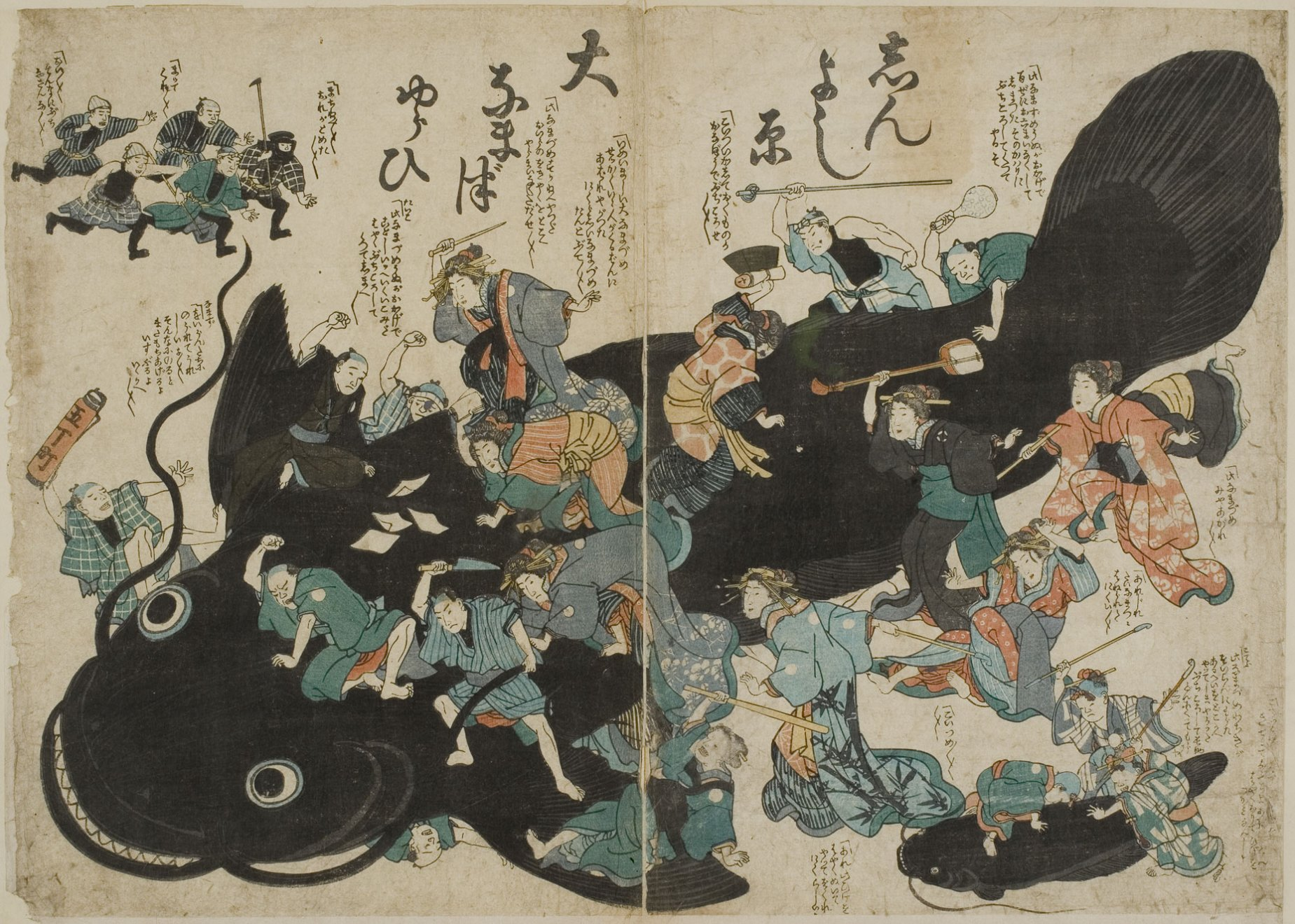
1.『志んよし原大なま津ゆらひ』
吉原の遊女や客らが大鯰を罵り懲らしめる様子を描く。いっぽうで大鯰は遊女に乗られて喜ぶ姿に描かれる。左上は仲裁に入る職人ら。

鯰絵（なまずえ）とは、地下に棲む大鯰（地震鯰）が動くと地震が起きるという民間信仰をモチーフとし、震災直後に版行された戯画の総称。狭義には安政2年（1855年）10月2日に発生した安政大地震直後に版行された多色摺りされた一枚絵（錦絵）を指すが、2021年現在では「安政大地震に限らず地震直後に版行された錦絵や瓦版などの風刺画を意味する学術用語」とする広義が定着している。
鯰絵が大量に版行されたのは安政大地震の直後である。当時の記録によれば鯰絵を含む地震に関連する版行物は320点から400点にも及んだ。それらは錦絵・狂絵・戯画・鯰の絵・地震絵などと記されており、当時は鯰絵とは呼ばれていなかった。定義によって異なるが、加藤光男は現存する鯰絵の作品数を鯰が描かれた鯰絵が156点、鯰が描かれない鯰絵が32点（図4）、見立は9点（図13-2）、瓦版は69点、小本は10点としている。
江戸時代後期における錦絵は版下の段階で「改め」を受ける必要があったが、鯰絵の多くは幕府の許可を得ずに販売された無許可版行物（無改）であった。そのため改印はもちろん、版元・絵師・製作時期などが記されておらず、多くの作品で誰が関わったのか明らかになっていない。

## 特徴

### 情報性
鯰絵は江戸時代後期に瓦版をはじめとする情報化社会が確立されつつあった時期に版行されている。安政大地震の史料から社会的背景を分析した北原糸子は、災害に直面した武士知識人層は客観的事実を求めたのに対し、民衆は客観的事実よりも社会的事実、いいかえれば想像力を駆り立てるような情報を求めたと指摘し、その要求に応えたのが鯰絵であったとする。
また加藤も鯰絵が大量に出回った理由について「民衆も地震神話が迷信であることを理解しており、これを描く鯰絵は災害を伝えるメディアではなかった」としたうえで、被災者の不満解消および安心を得るための商品として時流に乗って爆発的に売れたとしている。

### 製作者
安政大地震の鯰絵の多くは無許可で版行された作品で、それゆえ後述する仮名垣魯文など一部を除き、多くの作品で誰が製作に携わったのか明らかではない。
当時活躍していた作者は『当代全盛江戸高名細見』に詳しいが、高田衛はこうした番付に掲載されるような戯作家や絵師であっても請われれば製作に応じていただろうと推測する。そのうえで具体的に、戯作家として笠亭仙果・梅素玄魚、絵師として三代歌川豊国一門と歌川国芳一門の名を挙げる。当時の風刺画と同様に鯰絵にも先行する浮世絵をオマージュした作品が多いが、その元ネタになったのは歌川国芳とその一門の作品が少なくない（図2-1、2-2）。高田は国芳こそが鯰絵ブームを仕掛けたプロデューサーのひとりであったとしている。

### 鯰の表現
コルネリウス・アウエハントは鯰絵における鯰の表現について、魚の姿と擬人化された姿の2種に分けて考察を行った。魚として描かれる作品には、地震神話や瓢箪鯰をモチーフとしたもの、あるいは蒲焼などで供される場面で現れることが多い。擬人化された鯰は、人々あるいは神々と共に登場することが多い。なかには地震を起こした事を悔い改めるものがあるいっぽうで、人間の一員として働き遊ぶ姿が描かれるものもある。
また北原も大鯰と小鯰（鯰男）に分けられるとする。そのうえで大鯰は神性を有しおおむね世の中を好転させる福の神として捉えられているのに対し（図3）、小鯰は民衆の姿そのものあるいは恨まれ打擲される対象であるとする（図7-3）。
このほか鯰を直接的に描かない、いわゆる判じ物もある（図13-4）。

### 悪と善

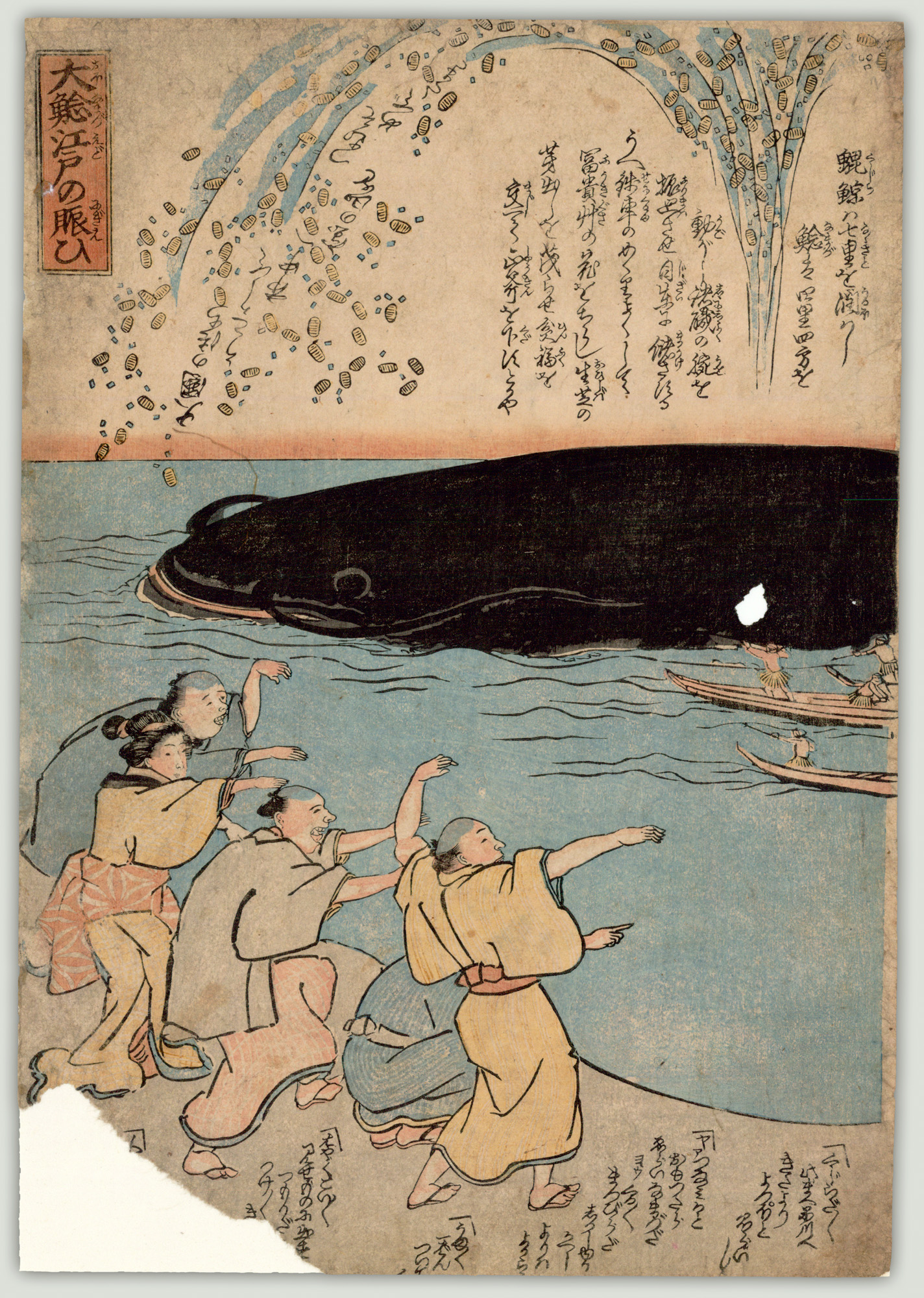
3.『大鯰江戸の賑ひ』
江戸湾に現れた大鯰が鯨の汐吹のように金銀を巻き上げ、それを見物する人々が喜ぶ姿を描く。本図は鯨を捕らえると莫大な利益が得られたことがモチーフになっており、歌川国芳の『大漁鯨のにぎわい』をオマージュした作品である。

鯰絵の大きな特徴のひとつが、鯰を地震の元凶である「悪」として描く作品だけでなく、富や福をもたらす「善」として描く作品も存在することである（図3）。小松和彦によれば、このようなプラスのイメージをもつ鯰絵は安政大地震後に現れた。
安政大地震が発生した江戸時代後期には、災害を主題とした錦絵（災害錦絵）が少なくない。鯰絵の他には疱瘡絵・はしか絵・コレラ絵などがあり、一般に「風刺画」あるいは「世相画」に分類される。災害錦絵の多くは対象を「災害の神」として描くが、鯰絵のみに相反するはずの「善」の面が描かれている。
その理由について研究者は様々な解釈を試みてきた。鯰絵に善と悪が描かれることを最初に指摘したのはアウエハントである。アウエハントは日本民俗信仰を源流とする両義的な神観念の表出としたうえで鯰をトリックスターと捉えた。
宮田登の世直し論では、現実世界に絶望した民衆が新たな世に変革させようとする思想（ミロク思想）が表出したものとしている。民俗学界での鯰絵の評価は世直し論に影響を受けたものが少なくない。
また北原の災害ユートピア論では、災害という非常事態の中で幕府の「御救い」と富裕層の「施行」、御救い小屋での連帯感、生き残ったという安堵感などがユートピア意識を生み出すとしている。災害ユートピア論は歴史学界などで受け入れられ、被災から時間の経過と共に鯰絵のテーマが変遷するとする研究もある。

### 風刺
災害錦絵には災厄をもたらす神と人間の対立をユーモラスに描くという風刺的な要素をもつものが多い。鯰絵も「災害を当時の風俗を交えて面白おかしく描かれる」「江戸っ子の洒落っ気」などと評される。朴炳道は、鯰絵に描かれる被災者の恨みや怒りあるいは死者について「描かれているが存在感が薄い」として、これらを詳細に記録する災害見聞記との差異を指摘する。
世直し論を唱える宮田は、鯰絵にみえる風刺について庶民がもつ世直しへの願望が表出したと評する。また災害ユートピア論を唱える北原は一時的な感情の現れ、あるいは罹災者を励ます「癒しとしての情報」の機能を指摘する。気谷誠も風刺は震災を笑い飛ばそうとする姿勢としたうえで、一種のサイコセラピーであったと評している。臨床心理学を専門とする福田周も、鯰絵がもつ「遊び」が震災体験というトラウマに作用し、自然治癒を促したと指摘する。
また為政者や社会への批判を込めた風刺もみられる（図7-3）。アウエハントは天災を為政者に対する罰とみなす天譴論を引用し、鯰絵を落書や落首の延長線上に位置づけた。若水俊も「鯰絵を絵画と文章からなる落書」としたうえで、伝統的な落書に慣れ親しんだ江戸っ子は鯰絵に込められた風刺を直感的に理解することが出来たことが鯰絵の隆盛に繋がったと指摘する。ただし小松は、鯰絵の制作者が売れる事に腐心した結果であって、彼らに民衆を啓蒙しようとした意識はなかったとしている。

### 品質
明治時代の浮世絵では5種から15種の絵具が使用されているが、震災後の混乱下で版行された鯰絵に使用された色の種類は少ない。国立歴史民俗博物館による調査によれば、鯰絵は赤・藍・黄・灰色の4色を基本とし、これを混ぜた中間色を含めると5色から8色で製作されたものが多い。また鯰絵は彫りや摺りも粗雑なものが多く、浮世絵・美術品としての評価は低い。

## 沿革

### 地震鯰の成立

#### 鹿島大明神と要石
要石は古代日本における石神信仰が、仏教にみえる金剛宝石からの影響を受けて成立したと考えられている。この金剛宝石がある場所として、中世から知られていた場所のひとつが鹿島神宮であった。また鹿島神宮の要石が地震を抑えているという信仰も中世まで遡る。『言経卿記』の文禄5年（1596年）閏7月15日条に地震まじないとして著名な以下の歌が記されている。

#### 大蛇から鯰へ

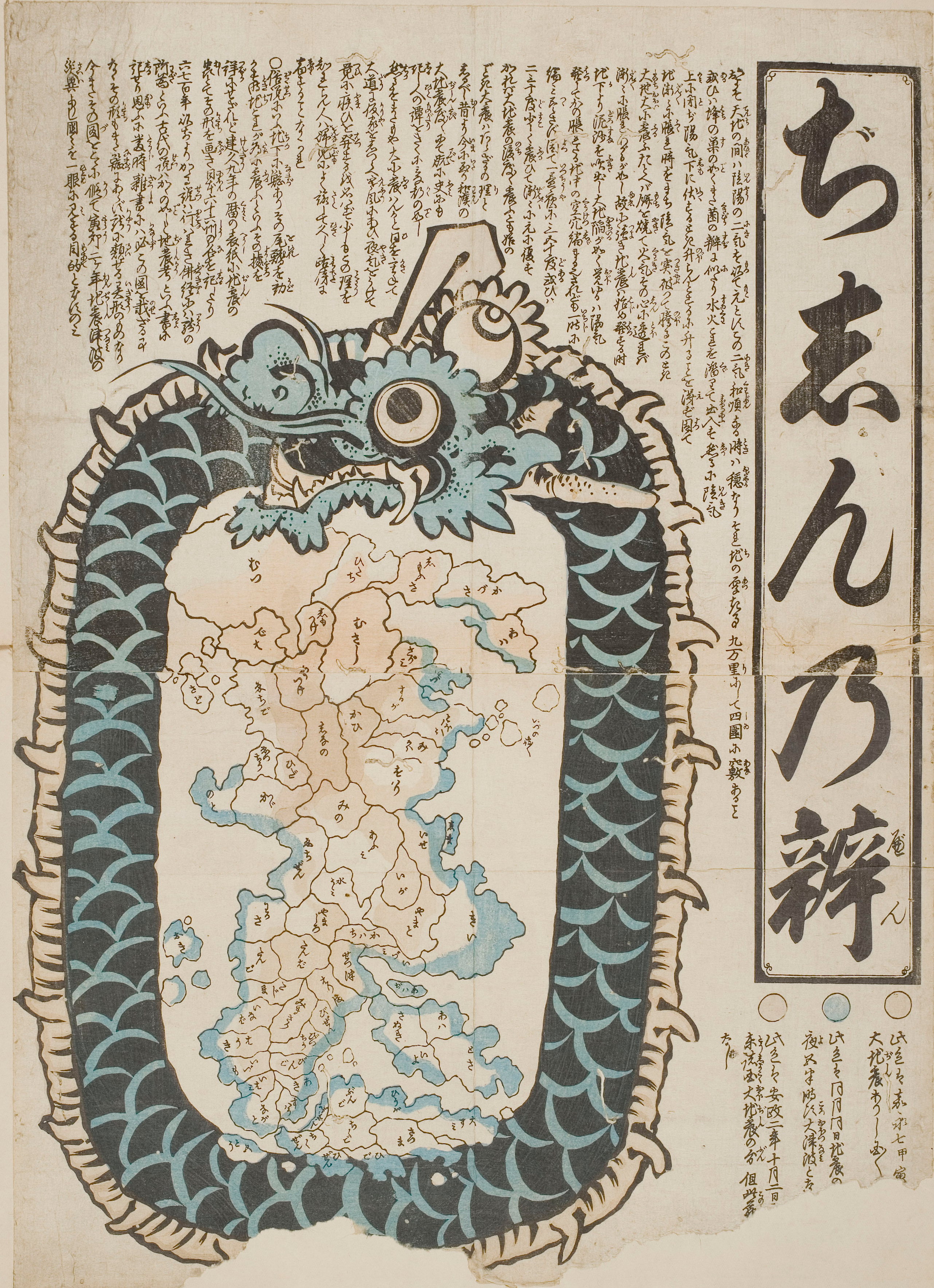
4.『ぢ志ん乃辨』
行基式日本図を龍蛇取り巻く。この作品の源流は寛永元年（1624年）まで遡ることができ、江戸初期に広く流布された地震のイメージであった。

いっぽうで江戸時代初期までは地震を起こすのは大蛇（龍）だと考えられていた。「大地を動物が支えており、これが動くと地震が起きる」という地震神話は世界各地に見られるが、この動物を蛇とする神話は東アジア各地にみられる普遍的なものである。寛永元年（1624年）に製作された『大日本国地震之図』では、日本列島を龍蛇が囲い、その頭と尾が重なった常陸国に要石が描かれている（図4）。また浅井了意が寛文2年（1662年）に発生した寛文近江・若狭地震の顛末を記した『かなめいし』でも「龍王いかる時は大地ふるふ」と記される。
このような地震神話・民間信仰とは別に、蛇が鯰に変わる伝説が中世までに成立する。『竹生島縁起』には龍蛇が大鯰に変じて琵琶湖の主になったと記されている。
この伝説の影響を受けて地震神話における大地を支える大蛇が地震鯰に置き換わったとされるが、これを示唆する論述は次の松尾芭蕉の俳句とされている。
このような経緯を経て地震鯰が成立した時期は明らかではないが、北原は概ね17世紀後半としている。

#### 地震鯰と鹿島の習合
やがて地震鯰は前述した鹿島大明神と要石に結び付けられ、「普段は鹿島大明神が要石で抑え込んでいた大鯰が暴れたから地震が起きる」という地震神話が成立した。こうした神話が成立した背景について宮田登は、鹿島神宮の鯰男伝説の影響を指摘する。寛永10年（1533年）に発生した地震に際し、鹿島の事触（神のお告げを言いまわる鹿島神社の神官）が御輿を担いで厄を払ったという伝承があり、また鹿島の事触を鯰であるとする伝説があった。近世の俳諧手引書を検証した気谷は、鹿島と地震鯰を結びつけた俗信が定着した時期を寛文から延宝にかけてとしている。

### 災害瓦版と鯰絵の誕生

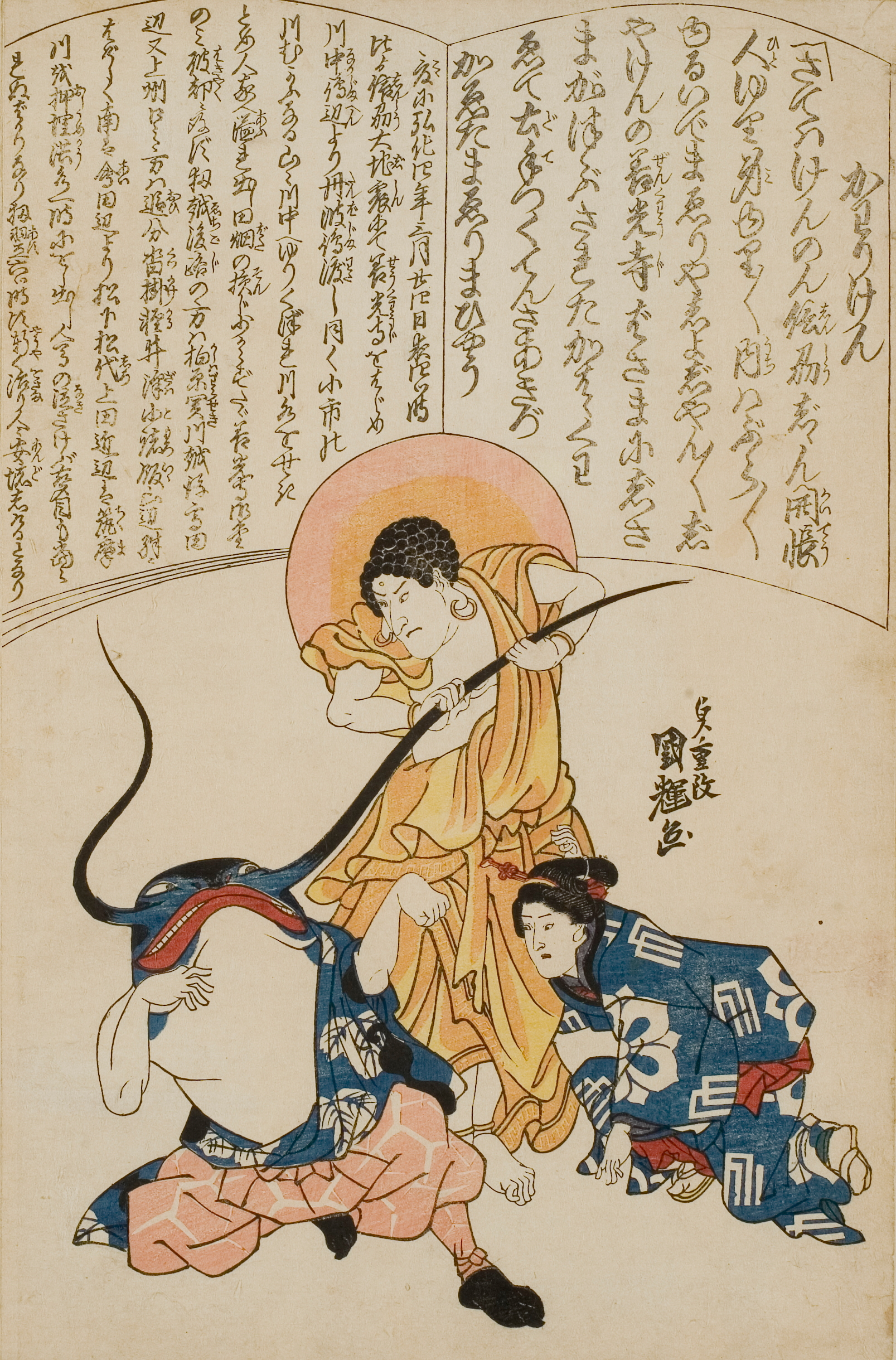
5.『かわりけん』
女郎と鯰がかわりけん（じゃんけんに似た遊び）を行い、阿弥陀如来が鯰の髭を引っ張っている。上部の文章は右頁が「とてつる拳」の替え歌で左頁に災害の様子が記される。

18世紀後期に行われた寛政の改革以降、時事報道を行う瓦版は幕府によって厳しく統制されるようになったが、無許可の瓦版が版行されることは止めることが出来なかった。もっとも早く版行された鯰絵は文政2年（1819年）に発生した文政近江地震の災害瓦版『文政二己卯年大角力』だとされる。
文政の大火（1829年）でも多くの瓦版が無許可で版行された。これに対し幕府は強硬な取り締まりで対応したが、これが逆に不穏な噂を呼んだ。それゆえ幕府も方針を転換せざるを得なくなり、文政の大火以降は幕府に対する厳しい批判が無い限り災害瓦版の版行は黙認されるようになった。
また天保の改革（1842年）により地本問屋仲間が解散すると本来は出版権を持たない新興の版元が急増し、絵草紙を販売するようになる。こうした新興の版元には常習的に「改め」を受けない無許可出版を行うものが少なくなかった。湯浅淑子は、こうした版元の存在が安政大地震の後に鯰絵が大量に出回る素地となったと指摘する。
次に鯰絵が版行されたのは、弘化4年（1847年）3月24日に発生した善光寺地震の災害瓦版である。ここでは人々の興味を書き立てるような姿で地震鯰が描かれている。災害発生時、善光寺では50日間にわたる御開帳が行われている最中で、全国から7千から8千人の参詣者が訪れていた。震災により善光寺の周囲は壊滅的な被害を被ったが、善光寺本堂は被災を免れてここに逃げ込んだ500から1000人と言われる信者は難を逃れた。この事は善光寺信仰を称揚する結果をもたらした。2021年現在、善光寺地震にまつわる鯰絵は3点が確認されているが、いずれも鯰と相対するのは阿弥陀如来である（図5）。
これに続くのが嘉永6年（1853年）に発生した小田原地震に関連する『相州箱根山小田原御城下大地震之図』である。この絵が掲載された単色の瓦版に地震の記述はないが、被災状況を伝える絵図とともに瓢箪鯰をモチーフとした鯰・要石・鹿島大明神の3要素をもつ鯰絵が描かれている。
また加藤は『ぢしんほうぼうゆり状の事』は嘉永7年（1854年）に発生した安政東海地震の際に版行された鯰絵としている。

### 安政大地震と鯰絵

#### 震災・復興と鯰絵の変遷

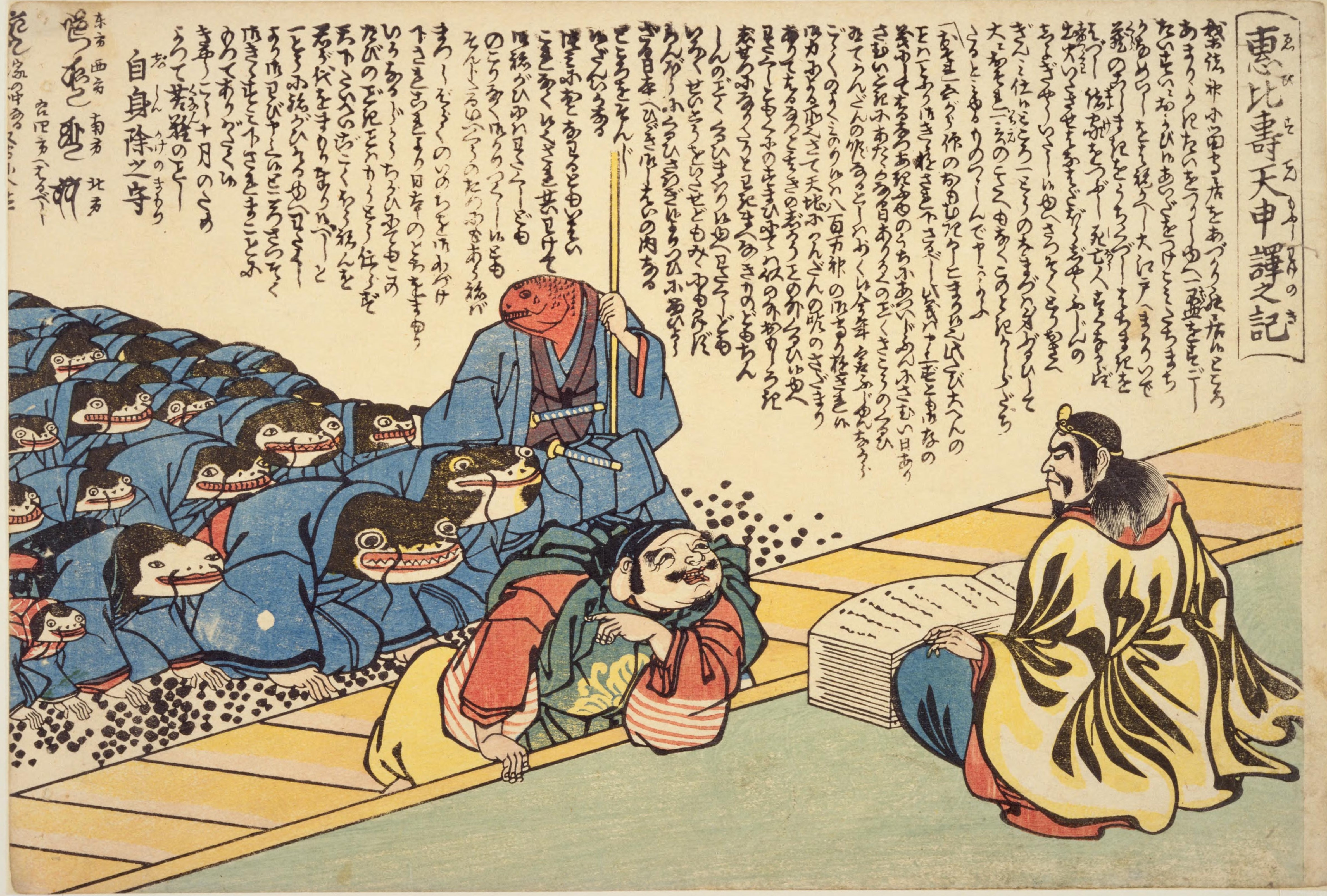
6．『恵比寿天申訳之記』
恵比寿が鯰らを引き連れて鹿島大明神のまえで申し開きをする作品。詞書には留守を預かっていた恵比寿天は良い鯛が釣れたためこれを肴に酒を飲み、鯰の監視を怠ったため地震が起きたとある。

安政大地震は安政2年（1855年）の10月2日に発生した。鯰絵の製作は安政大地震の直後から始まった。製作者のひとりである仮名垣魯文の一代記『仮名反古』には、魯文は震災翌朝に際物師からの依頼を受けて詞書を書いたと記される。
笠亭仙果の『なゐの日並』によれば、瓦版が出回り始めたのは10月4日であった。また『藤岡屋日記』によればもっとも早く瓦版を配ったのが品川屋久助であった。久助の証言によると震災2日後には速報版を卸売りした。この瓦版は摺りが間に合わないほど好評を博し、発行部数は1万部に達したとされる。今田洋三は、無許可の鯰絵を版行したのは久助のような株仲間に所属しない小売絵双紙屋であったと推測している。なお当時の価格については、2008年現在に換算して1枚200円から300円程度と推測されている。
地震が発生した10月は八百万の神が出雲大社に集まると言われる神無月であり、民衆が「鹿島大明神の留守中に地震鯰が動き出した」と考えたことが鯰絵流行のきっかけのひとつに挙げられる。実際に鹿島大明神が鯰を懲らしめる姿を描く鯰絵は多い（図7-1、13-1）。また江戸で10月はえびす講の月でもあり、留守神として恵比寿が登場する鯰絵もある（図6）。この他にも10月下旬の勧進相撲、11月の歌舞伎顔見世『暫』や酉の市など、年中行事に題材を求めた作品は少なくない。
このほか、鯰絵から社会変化が読み取れるという研究もある。余震が収まらず犠牲者の弔いもままならない状況であった震災直後では、地震鯰は全ての人々から破壊者として恨まれている。テーマは、地震が発生した理由を示す作品、あるいは更なる震災を避けるための護符（図7-2）、地震鯰が鹿島神に謝罪する作品（図6）、人々が地震鯰を打擲する作品などが挙げられる。仙果は「鹿島大明神を人々が拝む絵」（図13-1）と「人々が大鯰を打擲する絵」が人気であったと書き残している。
やがて復興が本格化すると、被災者も復興景気で儲ける人と仕事を失い困窮する人に2分されるようになり、鯰絵に描かれる人々も描き分けられるようになった。たとえば地震鯰は困窮者から懲らしめられる存在でありながら、地震で恩恵を受けた者たちがそれを制止する作品などが現れる（図1、7-3）。大工をはじめとする職人らは一貫して儲ける立場で描かれるが、遊女が儲けた職人相手に稼ぎだし儲ける側に加わっていく様子も確認することができる（図13-6）。
震災直後のショックから立ち直り復興景気に沸くようになると、地震鯰を福の神として扱うものが現れる。たとえば儲けた職人が祝宴を挙げる作品や、地震鯰に礼を述べる作品が現れる（図9-2）。また庶民にも御救い・施行が行われるようになり、地震鯰を世直しと見放す作品が登場する（図3、10）。
復興景気が終焉を迎えると、儲けた人々から金銀や鯰が巻き上げられる作品が現れる。『難義鳥』は、困窮する人々を象徴する怪鳥が宴会する儲けた人々から鯰をさらっていく構図になっている。鯰がさらわれることに復興景気が収束することが暗示されており、また詞書に記される「これは不思議な出来事で、きっと何か深い意味があるはずだが、今は理由が分からない」には儲けた人々への戒めが込められている（図7-4）。

#### 無改物の取締り
鯰絵は摺りが間に合わないほど売れたが、鯰絵を含む無改物の流通を問題視した幕府は絵双紙問屋行事に対し摺り溜め分の取り上げを命じた。板木摺職人は11月1日に集会を行って今しばらくの間は無許可での版行が黙認されるよう嘆願書を出す相談を行った。しかし結局は「無改物版行の許しをえることは筋違い」という結論に達したようで、翌2日に摺り溜めと板木69枚を差し出している。
それでも無改物の流通は止まらなかったようで、11月5日に浮説取締りの町触が出された。それによれば江戸市中では無責任な流言により金融業で貸し渋りが発生していた。絵双紙問屋行事もこれに応えて11月10日に一切の無改物を出さないという証文を提出した。しかし、なおも無改物の流通は止まらなかった。証文に違反した場合は科料金を支払う仕組みになっていたが、11月1日から12月4日までに支払われた科料金は364両（約350件分）に及んだ。
絵双紙問屋行事による取り締まりに効果がないと判断した北町奉行所は、12月4日には版元9名を捕らえ、版木も押収した。さらに12月13日からの取締りにより、89名の版元から328枚の版木が押収された。この取締りの結果、表向きの鯰絵の版行はとまったが、それでも重版（いわゆる海賊版）や類版（一部を改変した作品）が相次いだ。鯰絵の版行は震災から3か月後まで及んだと推測されている。

### その後の鯰絵と影響
安政大地震ののち、再び鯰絵が現れるのは1891年（明治24年）の濃尾大地震である。『團團珍聞』の明治24年11月14日号に登場した鯰絵は米価高騰を風刺するもので、鯰と猪が米俵のさし棒を担いだ姿を描く。
続いて1923年（大正12年）の関東大震災でも鯰絵が登場した。『時事漫画』（時事新報日曜版の付録）の大正12年10月7日号に掲載された『ドン二分前の地震が権兵衛ドンの内閣を生んだ』は組閣中に震災が発生した山本権兵衛内閣の風刺画である。その後も震災被害を記憶するため、数年の間は鯰絵が登場した。
また自由民権運動が盛んな時期には高級官吏の風刺画に鯰が登場することもあった。これは明治期の官吏が鯰髭を蓄えていたことに因む。
このほか大量に出回った鯰絵は、はしか絵やあわて絵など幕末に出回った風刺画のモチーフにもなった（図8-1、8-2）。加藤はのちの風刺画に及ぼした影響について、2者の葛藤を合戦に見立てた作品、拳絵で優劣を示す作品、番付により貧富を対比させる作品、三人生酔による民衆の喜怒哀楽を示す作品、歌舞伎や芸能をもじった台詞のある作品などに顕著にみられるとしている。また加藤らは、鯰絵を含む風刺画を明治以降に登場する新聞錦絵の前段階に位置づけている。

## モチーフ
鯰絵の絵柄は多様性に富んでいるが、その多くは当時の庶民が慣れ親しんだものをモチーフにして製作されている。加藤光男はモチーフとなった題材について、過去の災害瓦版、江戸で流行った風俗・世相、評判となった浮世絵・風刺画・瓦版、黄表紙や歌舞伎の場面、流行歌などの大衆芸能に大別する。

### 大津絵と瓢箪鯰
鯰絵のモチーフとしてよく知られるのが、大津絵に描かれる瓢箪鯰である。瓢箪と鯰の組み合わせは禅の公案から始まったとされ、禅画としては国宝の『瓢鮎図』がある。画題は水中にいる鯰を瓢箪で捕まえようとする男で、公案の趣旨は「うろこが無くぬめぬめした鯰を、泥水のなかでつるつるで丸い瓢箪で抑えたい。可能だろうか」という問いかけであった。
大津絵は大津宿の土産物として販売された民俗絵画でモチーフは仏画であることが多い。瓢箪鯰もそのひとつで、鯰を抑えようとする男が猿に変わっている。瓢箪鯰は大津絵十種にも含まれる代表的な画題で、旅人を通じて全国に浸透していた。ただし大津絵の瓢箪鯰は水難除けとされ、地震との関わりはない。
瓢箪鯰をモチーフとした鯰絵は鯰を抑えようとする人物を鹿島大明神や恵比寿に置き換えたものが多く、瓢箪を要石に変えたものもみられる（図13-1）。

### 地震除けとまじない

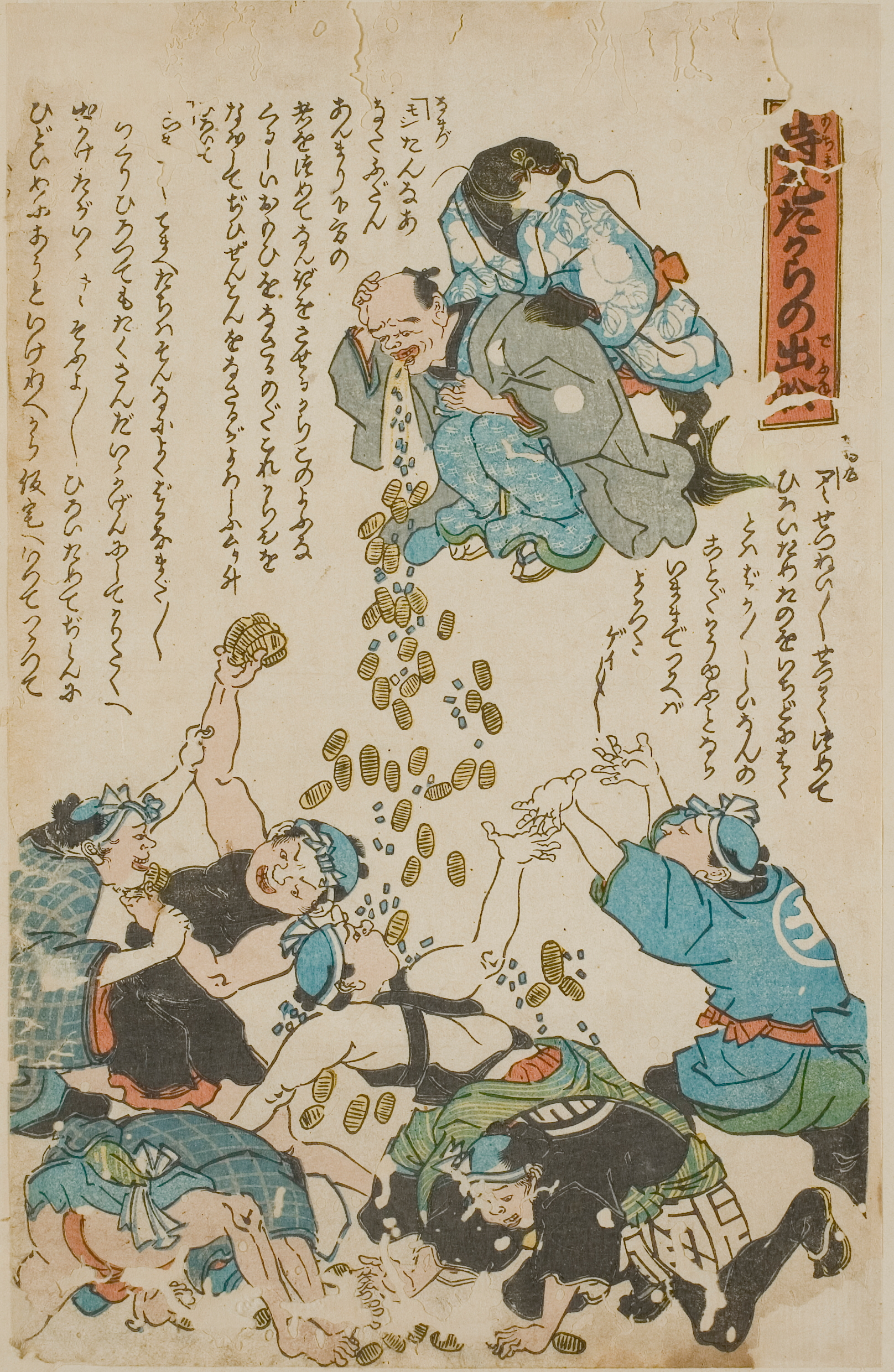
10.『持丸たからの出船』
右上の持丸（金持ち）が鯰によって金銀を吐かされ、その下には金銀を奪い合う職人を描く。持丸はこんな事になるのであれば使ってしまえばよかったと後悔し、鯰は下々を難儀させるからこうなるのだと窘めている。

近世日本では災害を除けるために何らかの呪術的な札や歌を家に貼ることがあった。こうした呪術的風習は地震除けにもあり、『かなめいし』にもその様子が記されている。鯰絵にもこの護符としての役割があったと考えられている。『鯰退治』では「東方・西方・南方・北方・中央」の文字と梵字、そして「東西南北天井へこの札を貼りおけば、家の潰るる憂いさらに無し」と記される（図7-2）。
また地震除けのまじないをモチーフにした作品もある。武者金吉（1939年）によれば、地震が起きた際に関西では「よなおし」、関東では「漫才楽（万歳楽）」を呪文のように唱えていた。
さらに北原は、安政大地震をきっかけに地震除けのまじないであった「よなおし」が現実世界の「世直し願望」に変貌し、鯰絵に描かれたとする。
久留島浩によれば、鯰絵に表現される「世直し」には2種あり、そのひとつは震災からの復興である。『三職世直し拳』では「跡の始末をあらためて、世直し、世直し、立て直し、作事は新造にかかります」と記される。もうひとつが震災によって貧富の格差が是正されることである。災害からの復興には幕府の「御救け」と寺社・富裕層の「施行」が行われるが、これらは富の再分配という側面を持っていた。『鯰の切腹』では、鯰の腹の中から出てきた小判を被災者に配れば犠牲者も浮かばれると記し「げにもみなみな得心せしば、げに世直し、世直し」と結ばれる。これに関連して金銀を吐き出す持丸長者が描かれる作品も多い。『持丸たからの出船』では、持丸が鯰によって金銀を吐かされる様子が描かれている（図10）。
漫才楽は新年に家々を廻り祝言を述べて舞う門付け芸である。鯰絵の『漫才楽』では鹿島大明神が烏帽子姿の大夫で、鼓をもつ才蔵に鯰男が描かれている。

### 黒船来航

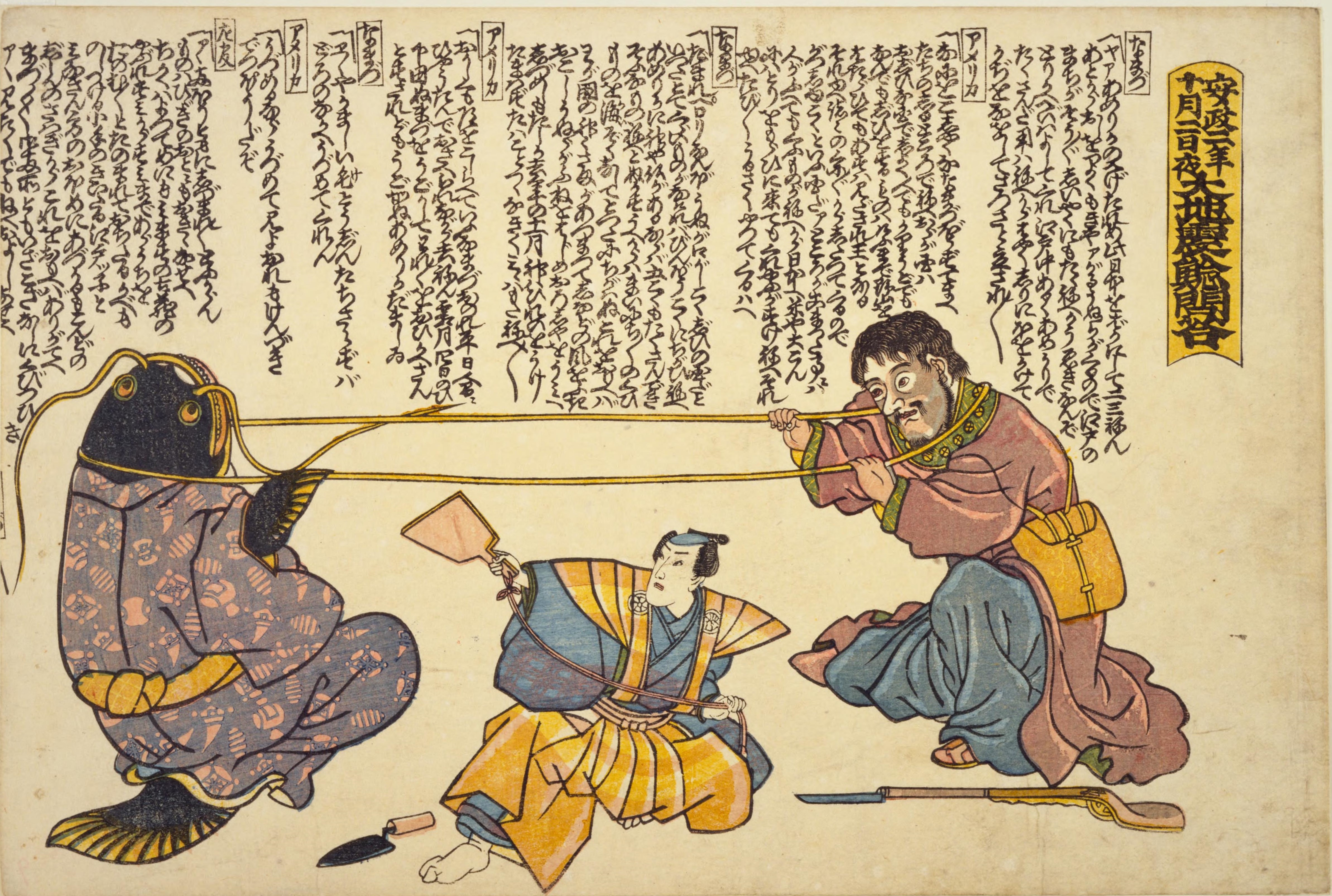
11.『安政二年十月二日夜大地震鯰問答』

黒船来航をきっかけに日米和親条約が結ばれたのは安政大地震の前年である。黒船来航は庶民を狼狽させるとともに、旧体制を揺さぶり新しい世の到来を予見させる出来事として捉えられた。このような世相の中で版行された鯰絵には、地震と黒船を重ね合わせたような作品が見られる。
たとえば地震鯰を黒船に見立てた『大鯰江戸の賑ひ』（図3）や、地震鯰を七福神が載る船に見立てた『繁昌たから船』は、海の彼方から富がもたらされるイメージに黒船来航を重ね合わせた作品と考えられている。このほか、地震や黒船を社会を治療する薬と捉えたものがある。『振出し鯰薬』では、売り薬口上のパロディで「地震により世に活力が入る」という主旨の詞書が記されているが、黒船来航を伝える瓦版（黒船瓦版）にも同様の趣旨の売り薬口上のパロディが見られる。
ペリーを直接的に描いた作品は1点だけ現存している。『安政二年十月二日夜大地震鯰問答』は地震鯰とペリーが言い争いをしながら首引で力比べをする場面を描く。行司役は鯰の勝利と判定しており、黒船来航よりも地震による被害のほうが楽観的にみられていた世相を反映したと考えられている（図11）。また北原は最後に記された「見たくでもねおよしなせへ」の一言に展望がみえない世相への不安が暗示されているとする。

### 歌舞伎

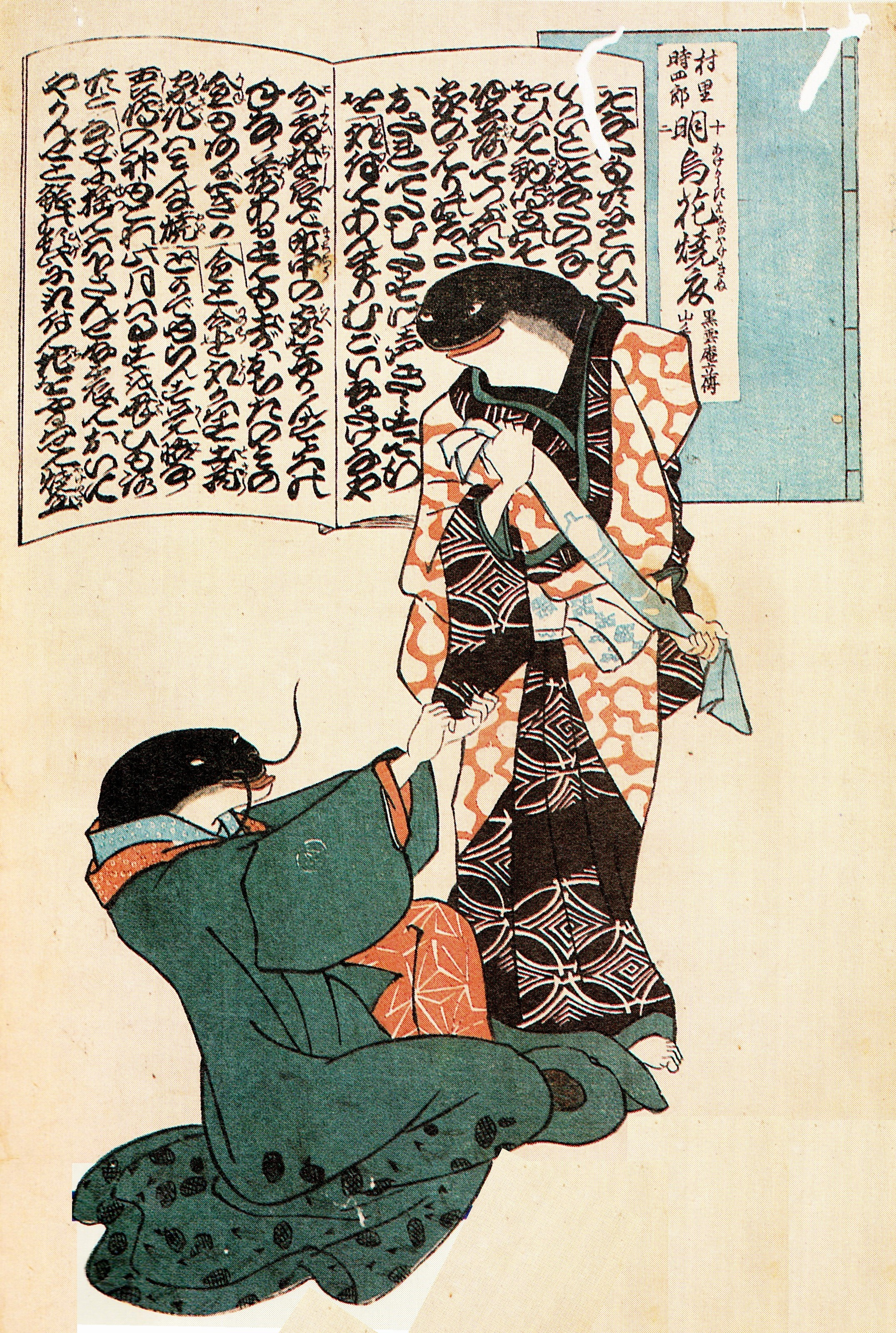
12.『村里・徳四郎 明烏花焼衣』
女鯰が男鯰にやきもちを焼くことを震災後の火事に掛けている。

江戸庶民に人気の娯楽であった歌舞伎をモチーフとした作品は多く、27点を数える。特に『暫』は登場人物の鯰坊主が地震鯰のイメージに重ねられて演じられてきたため恰好の題材となった。『雨にハ困ります 野じゅく しばらくのそとね』はその代表作である。
また歌舞伎『明烏夢泡雪』をモチーフにした作品に『村里・徳四郎 明烏花焼衣』がある。この演目は八代目團十郎が嘉永4年（1851年）に演じて好評を博していたが、安政大地震の前年に團十郎が自殺を遂げたため多くの瓦版や死絵が版行されていた（図12）。
この他のモチーフとなった演目には『勧進帳』『浮世柄比翼稲妻』『伽羅先代萩』『与話情浮名横櫛』『五大力恋緘』などがある。

### とてつる拳
三すくみ拳の一種であるとてつる拳が最初に披露されたのは、弘化4年（1845年）正月に公演された浄瑠璃である。四代目中村歌右衛門ら3名が歌に合わせて舞い、最後に狐拳を打つという趣向で、その際に歌われる唄がとてつる拳である。この様子を描いた絵だけで20から30種が版行され、その替え歌も数多くつくられるほど人気を博した。
善光寺地震が発生したのはそのブームの真っただ中であった同年3月である。前述のように最初の鯰絵の画題もとてつる拳がモチーフになっており、替え歌を記したものもある。とてつる拳の流行は安政大地震の時でも継続していて、この際に版行された三すくみ拳をモチーフにした鯰絵は現存するだけで8種を数える（図5）。

### はやり唄
安政期の江戸では『伊勢音頭』『潮来節』『都都逸』などの端唄や、『ちょぼくれ』『ちょんがれ』『口説節』などの事件の顛末を語る唄が好まれ、またその替え唄が流行することも少なくなかった。このようなはやり唄の発信地は歌舞伎・浄瑠璃・落語などの大衆芸能であった（図13-3）。また瓦版を売る読売は、時世を替え唄に込めて歌いながら売り歩いていた。読売などの大道芸人が歌うのは『すちゃらか』『棚のだるま』などの替え唄であることが多い。
鯰絵にも地震を主題とした替え唄が詞書に記されるほか、これを歌う大道芸人を画題とした作品が少なくない。特に『大津絵節』をモチーフとした作品は6点を数える。

## 評価と研究史
江戸時代中頃まで美人画など豪華な浮世絵が人気であったが、天保の改革による贅沢の禁止あるいは出版統制の影響を受けて出版業は打撃を受けた。その後、弘化・嘉永期になると政治・世相を風刺する浮世絵（風刺画）が数多く版行されるようになった。鯰絵もその一つである。しかし近代以降の日本における浮世絵の評価は19世紀後半以降に西洋の評価が逆輸入されたことに影響を受け、海外で人気の高い美人画・役者絵・風景画が評価されるいっぽうで、それ以外の画題を浮世絵に分類することに抵抗が生じた。また鯰絵は製作者が不明で、なおかつ稚拙・粗雑で芸術性が低いと評価されてきたため、絵画史や文学史においても研究の対象とされることはなく、その多くが失われてしまった。
鯰絵が評価されるようになったのも海外での研究がきっかけであった。鯰絵の研究はオランダの文化人類学者であるコルネリウス・アウエハントに始まる。「鯰絵」という名称もアウエハントが用いたことで定着した用語である。オランダ国立民族学博物館が所蔵する世界有数の鯰絵コレクションを調査したアウエハントは、1964年にライデン大学に鯰絵に関する学位論文『NAMAZU-E AND THEIR THEMES』を提出。同年に論文の概要を英文で発表し、続いて1965年（昭和40年）1月の日本民俗学会で紹介した。なお論文の日本語訳は1979年に『鯰絵-民俗的想像力の世界』のタイトルで書籍化されている。
アウエハント論文は竹田聴洲によって都市民俗学の事例として紹介されたほか、宮田登（1970年）のミロク信仰研究に影響を与えたが、その他の反応はいまひとつであった。その理由として宮田は、柳田國男の民俗学が農村を主眼としていたのに対し鯰絵は江戸という都市の民俗事象であった点、またアウエハントの文化人類学的な手法が難解であった点を挙げる。久留島も、日本の歴史学界で「世直しの闘争」研究が盛んであった時期でも、アウエハントが指摘した鯰絵に現れる民衆が世直しを希求する心象が取り上げられることはなかったと指摘する。
1980年代に至り、ようやく国内で鯰絵が着目されるようになる。初期の論考として災害社会史を専門とする北原糸子の『安政大地震と民衆』（1983年）や美術史を専門とする気谷誠の『鯰絵新考-災害のコスモロジー』（1984年）が挙げられる。やがて博物館の展示テーマとして鯰絵が取り上げられるようになっていった。またやや遅れるが、絵画史や浮世絵史においても研究対象が大家絵師から傍流・無名の絵師に広がっていくなかで、鯰絵の評価も固まっていった。
1993年（平成5年）に加藤光男が発表した論文『鯰絵に関する基礎的考察』は、現存する鯰絵をまとめた論考として一つの到達点に挙げられる。そのなかで加藤は鯰絵を「安政大地震に限らず地震直後に版行された錦絵や瓦版などの風刺画」と定義し、以降はこの鯰絵の定義が広く定着している。
1995年（平成7年）に阪神・淡路大震災が発生すると、北原や気谷の論考を嚆矢として鯰絵がもつ非日常下における癒し効果に着目した精神治療機能論が現れた。また同年に刊行された『鯰絵-震災と日本文化』は、アウエハントの論考以来の総説的な書籍となった。その中で加藤（1993年）を元に現存するすべての鯰絵に番号を振り、無題の作品に仮題を付けたほか詞書の翻訳も収録した目録が製作された。これにより鯰絵研究が進展し、構造人類学・書誌的研究・図像的分析・思想的分析など、多角的な研究が行われるようになっている。

## ギャラリー

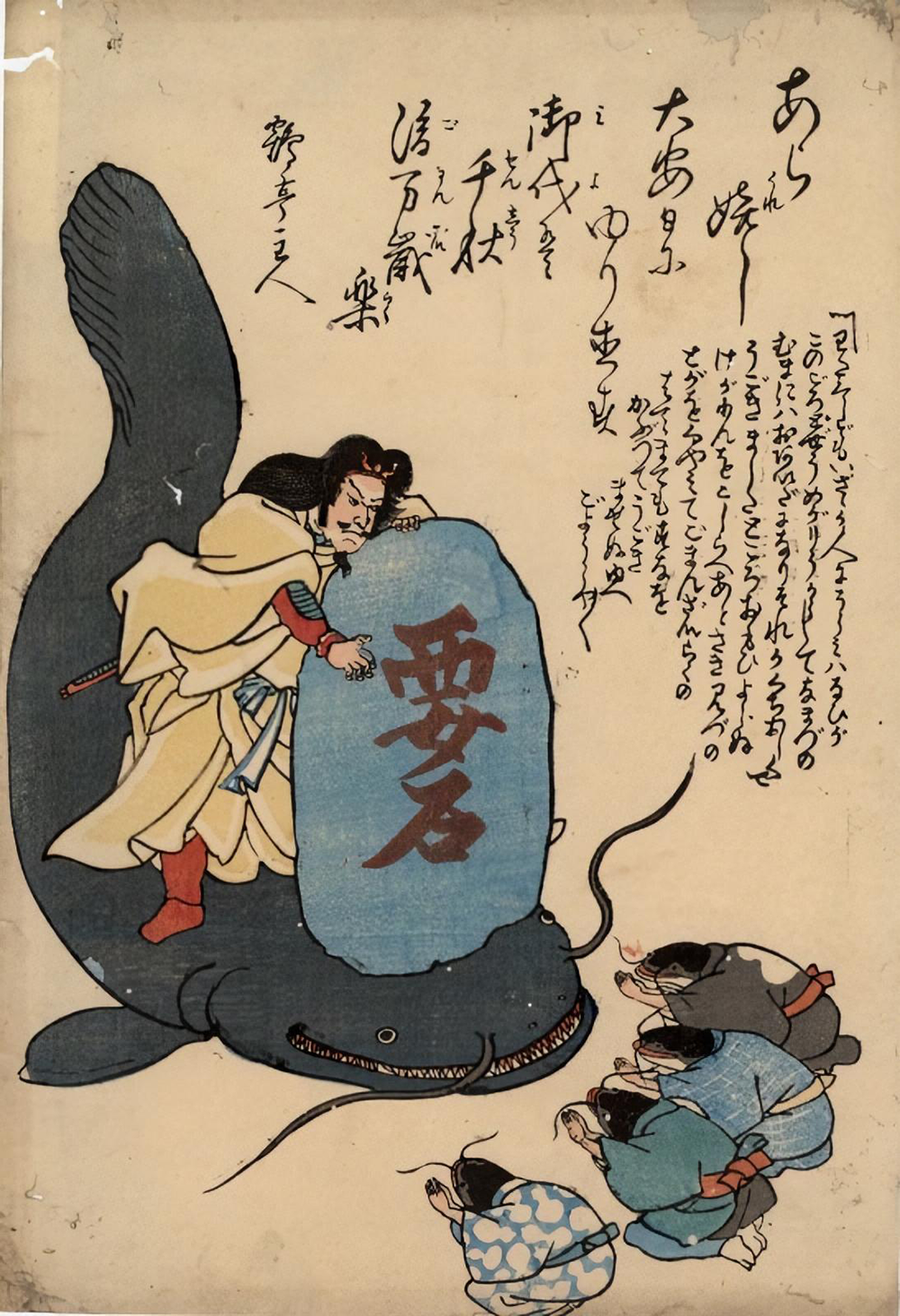
13-1.『あら嬉し大安日にゆり直す』 瓢箪鯰をモチーフにした作品[109]。
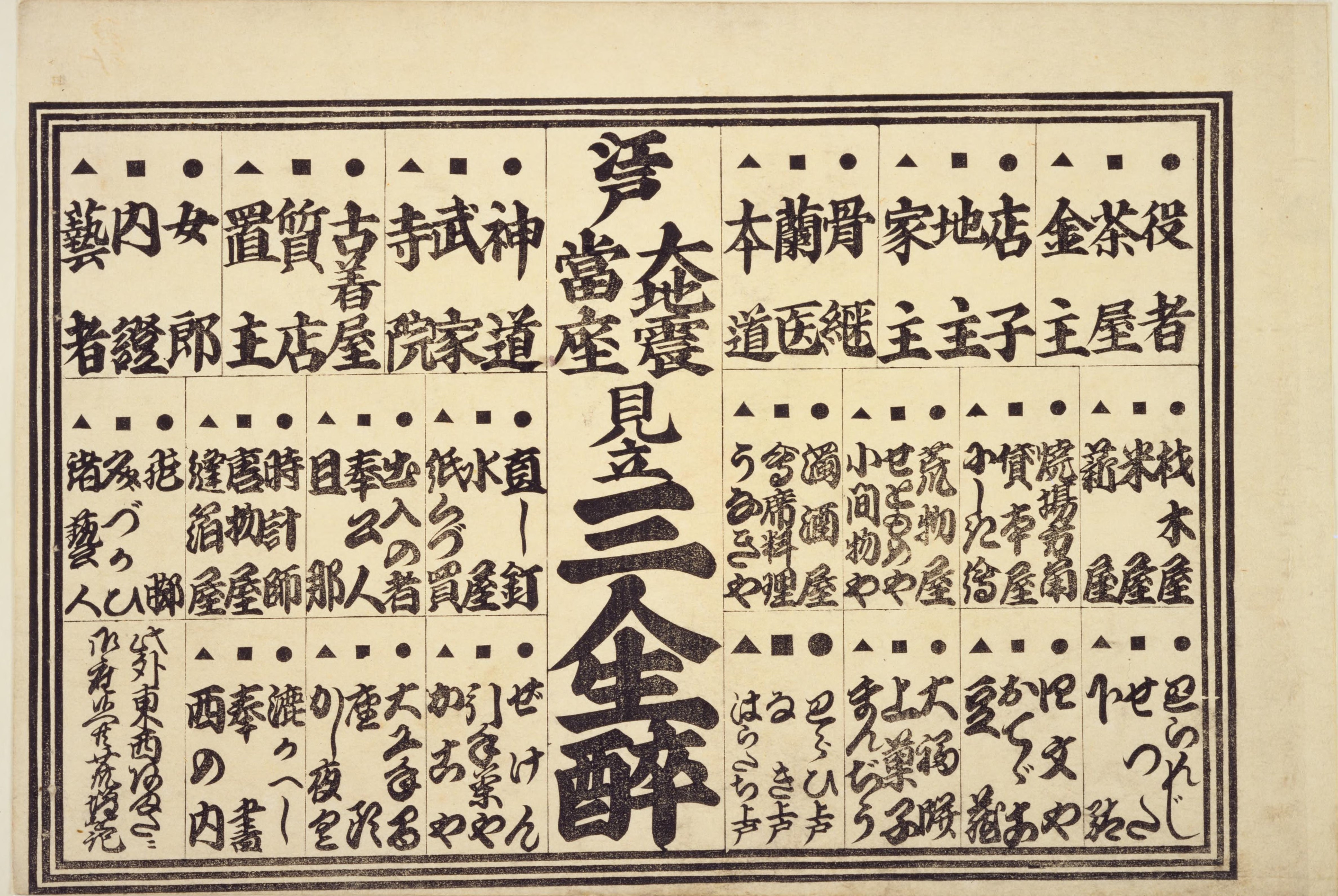
13-2.『江戸大地震当座見立三人生酔』 『三人生酔』をモチーフに様々な職業の境遇を示す見立作品。三人生酔は文政7年（1824年）に初演された歌舞伎舞踊[110]。
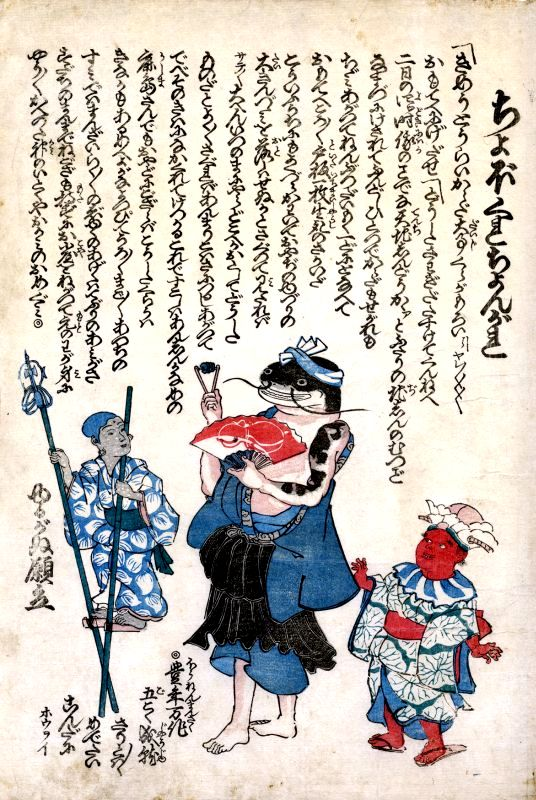
13-3.『ちょぼくれちょんがれ』 大道芸のひとつであるちょぼくれをモチーフとしている。鯰男は願人坊主（下層の僧）に扮し、その周囲に閻魔と地蔵の子が描かれる[111]。
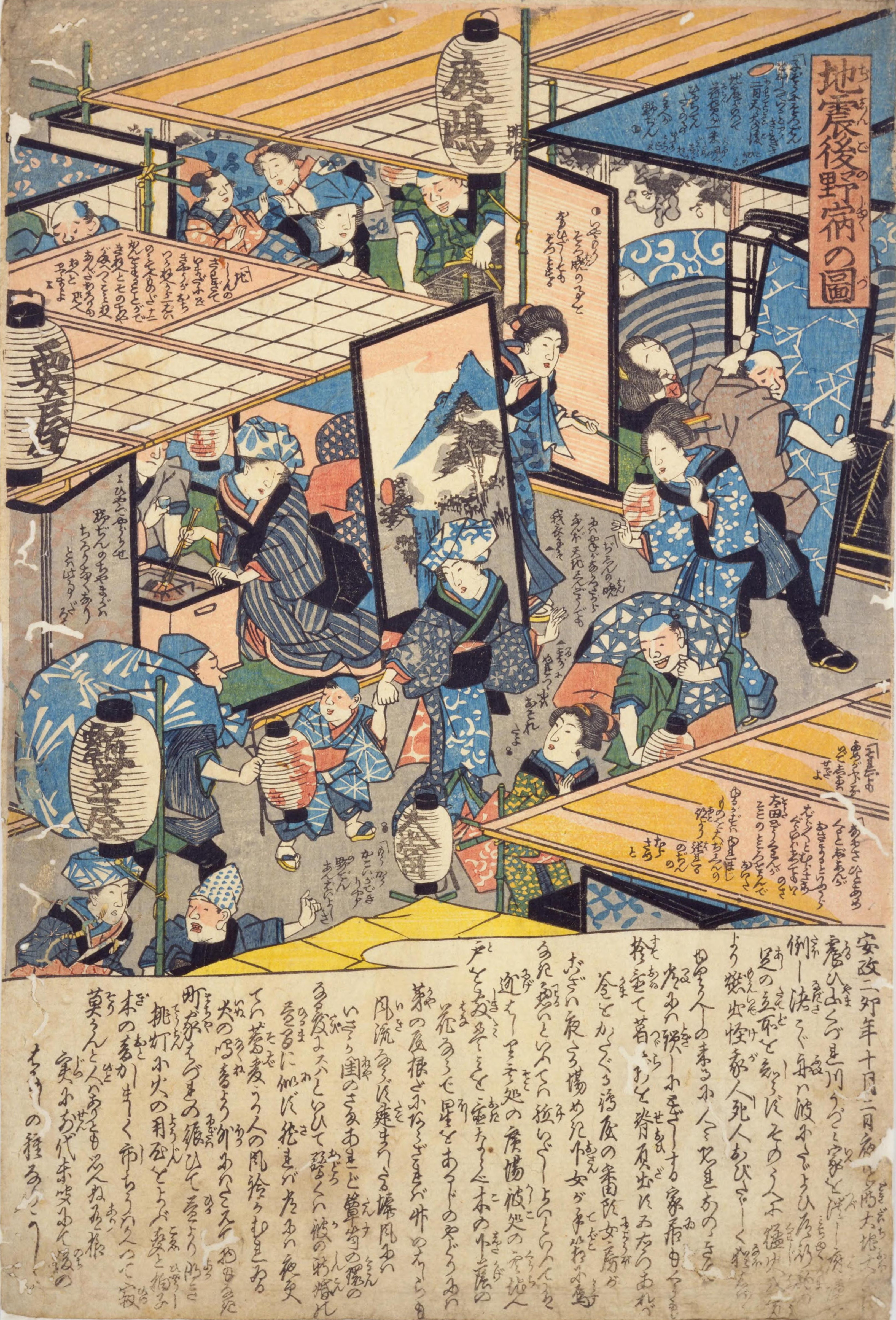
13-4.『地震後野宿の図』 地震後に被災者が野宿をする様子を描く作品。鯰は描かれていないが、提灯に地震鯰と関わりが強い「鹿嶋明神」「要屋」「瓢箪屋」と記されている判じ物である[19]。
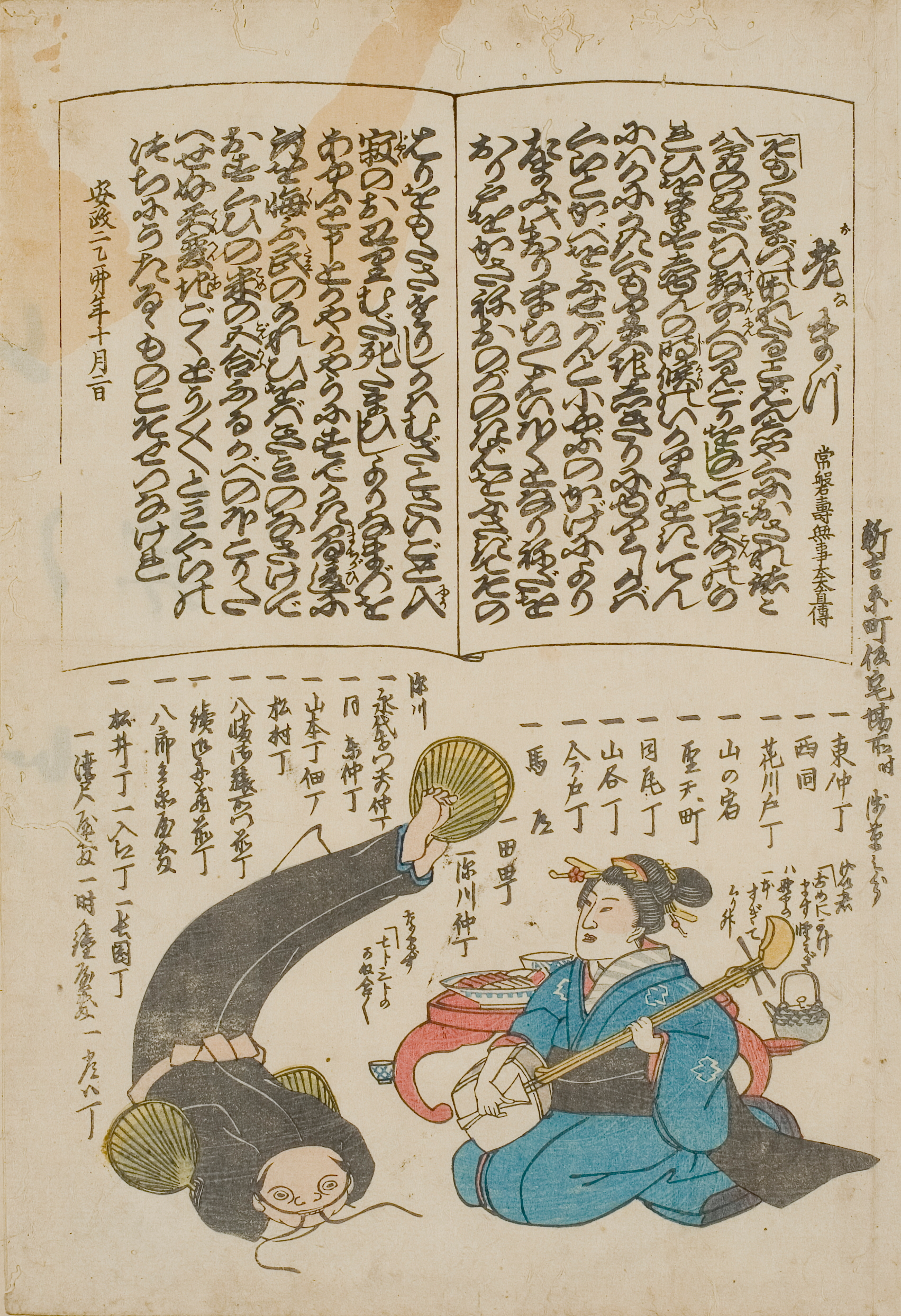
13-5.『老なまづ』 常盤津の祝言物として著名な演目である『老松』をモチーフとしている作品。仮名垣魯文が震災直後に草稿を執筆したと記録されている。ただし作品に吉原の仮宅場所が記されている事から震災からある程度時間が経過したときの作品、あるいは後に改訂が行われた時の作品と考えられる[46][53]。
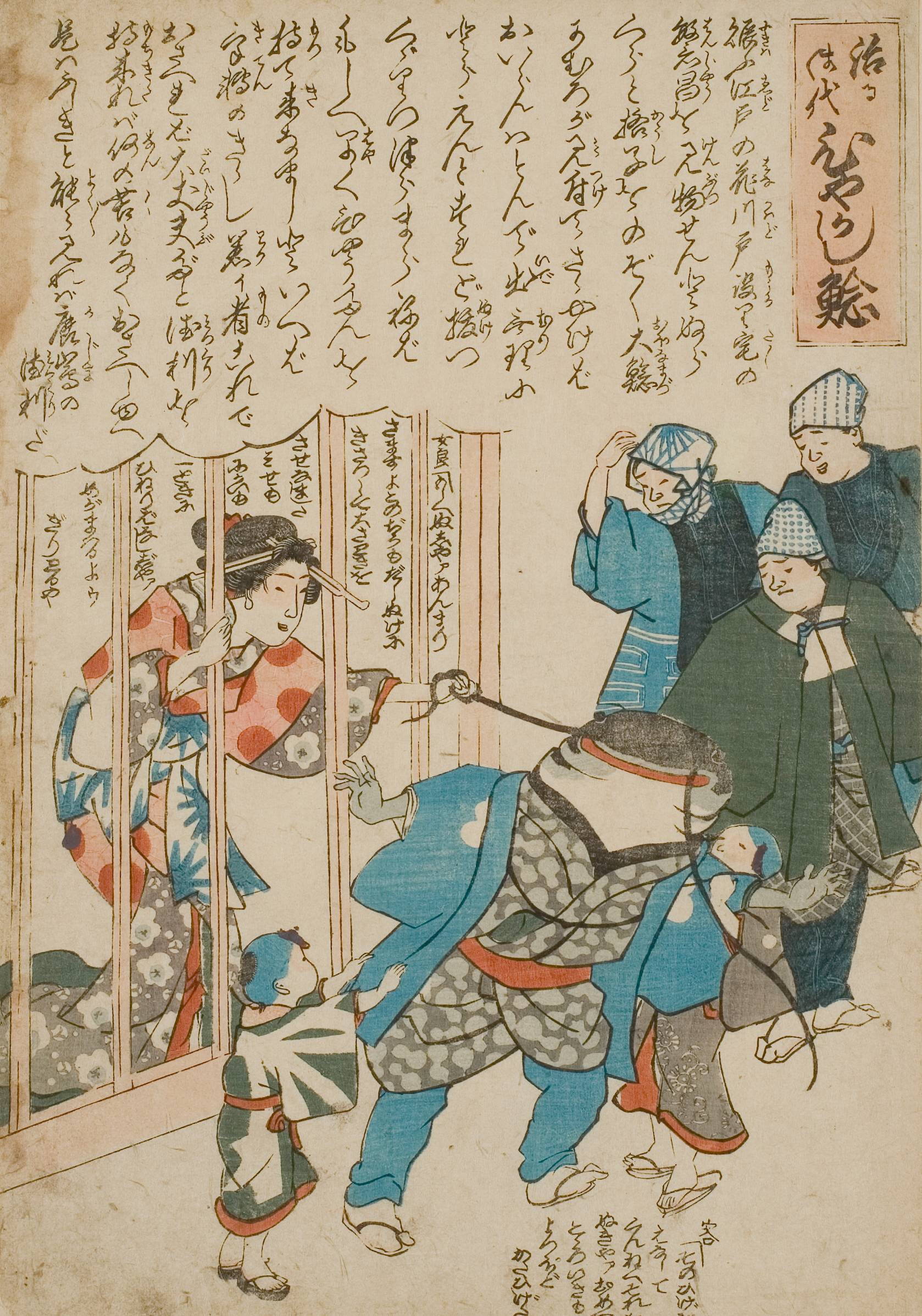
13-6.『治る御代ひやかし鯰』 吉原の仮宅をひやかす職人を描いた作品。震災後に吉原は仮宅での営業を認められた。この際に非常に繁盛したとされるが、その理由が場所が変わった事への物珍しさと、脚絆や股引などを身に着けて登楼することが許されたため、復興景気で儲けた職人らが登楼したためである[58]。